# Сан Ђузепе (Торино)
Сан Ђузепе је насеље у Италији у округу Торино, региону Пијемонт.
Према процени из 2011. у насељу је живело 393 становника. Насеље се налази на надморској висини од 526 м.